# Elymnias multocellata
Elymnias multocellata är en fjärilsart som beskrevs av Van Eecke 1915. Elymnias multocellata ingår i släktet Elymnias och familjen praktfjärilar. Inga underarter finns listade i Catalogue of Life.